# La Barranca, Xilitla
La Barranca är en ort i Mexiko.   Den ligger i kommunen Xilitla och delstaten San Luis Potosí, i den centrala delen av landet, 210 km norr om huvudstaden Mexico City. La Barranca ligger 790 meter över havet och antalet invånare är 135.
Terrängen runt La Barranca är bergig västerut, men österut är den kuperad. Runt La Barranca är det ganska tätbefolkat, med 96 invånare per kvadratkilometer. Närmaste större samhälle är Xilitla, 7,2 km nordost om La Barranca. I omgivningarna runt La Barranca växer i huvudsak städsegrön lövskog.